# Oboe (registro d'organo)
L'oboe è un particolare registro dell'organo.

## Struttura
Nell'arte organaria si distinguono due tipi di registro d'oboe, uno non imitativo e uno imitativo. Il registro non imitativo apparve intorno al XVI secolo, in Francia, come registro di mutazione. Si trattava di un registro dal suono simile a quello della tromba, però molto più morbido. In Spagna, invece, il registro di oboe era costituito da una varietà di regale, spesso montata orizzontalmente, en chamade, sulla facciata dell'organo. Un significativo esempio di Oboe appartenente alla famiglia dei Regali in Italia, si trova al secondo manuale nell'organo della cattedrale di Bari
Il registro d'oboe imitativo del suono dell'omonimo strumento, invece, apparve intorno al XVIII secolo. Quello attualmente più diffuso è la versione imitativa inglese, sviluppato nel corso del XIX secolo come registro ad ancia e dotato di una voce leggermente incisiva, adatto alle parti solistiche. 
Le canne dei vari tipi di oboe hanno in comune una tuba conica molto stretta, che, in cima, può presentare almeno tre diverse terminazioni: un tronco di cono svasato e libero, due tronchi di cono sovrapposti o un tronco di cono chiuso da un risuonatore girevole, munito di fori regolabili per l'intonazione.
È anche conosciuto con i nomi di Hoboe, Hautbois o Hautboy.